# Puchowicze (stacja kolejowa)
Puchowicze (biał. Пухавічы; ros. Пуховичи) – stacja kolejowa w miejscowości Marina Horka, w rejonie puchowickim, w obwodzie mińskim, na Białorusi. Położona jest na linii Homel - Żłobin - Mińsk.
Stacja powstała w XIX w. na linii Kolei Libawsko-Romieńskiej, pomiędzy stacjami Rudzieńsk a Talka. Początkowo nosiła nazwę Marina Horka. 1 maja?/14 maja 1902 zmieniono nazwę na obecną, pochodzącą od pobliskiego miasteczka Puchowicz. Mimo że w późniejszych dekadach Marina Horka sama stała się miastem oraz przerosła ludnościowo Puchowicze, nie przywrócono pierwotnej nazwy stacji.